# Egyptská mužská volejbalová reprezentace
Egyptská volejbalová reprezentace mužů reprezentuje Egyptě na mezinárodních volejbalových akcích, jako je mistrovství světa.

## Mistrovství světa
| Rok/pořádající země        | Účast                           |
| -------------------------- | ------------------------------- |
| MS 1949 ČSR                | Bez účasti                      |
| MS 1952 Sovětský svaz      | Bez účasti                      |
| MS 1956 Francie            | Bez účasti                      |
| MS 1960 Brazílie           | Bez účasti                      |
| MS 1962 Sovětský svaz      | Bez účasti                      |
| MS 1966 ČSSR               | Bez účasti                      |
| MS 1970 Bulharsko          | Bez účasti                      |
| MS 1974 Mexiko             | 17. místo                       |
| MS 1978 Itálie             | 23. místo                       |
| MS 1982 Argentina          | Bez účasti                      |
| MS 1986 Francie            | 14. místo                       |
| MS 1990 Brazílie           | Bez účasti                      |
| MS 1994 Řecko              | Bez účasti                      |
| MS 1998 Japonsko           | 19. místo                       |
| MS 2002 Argentina          | 19. místo                       |
| MS 2006 Japonsko           | 21. místo                       |
| MS 2010 Itálie             | 13. místo                       |
| MS 2014 Polsko             | 22. místo                       |
| MS 2018 Itálie, Bulharsko  | Bez účasti                      |
| MS 2022 Polsko / Slovinsko | 19. místo                       |
| Celkem                     | Účast – 8× · – 0× · – 0× · – 0× |

## Olympijské hry
| Rok/pořádající země     | Účast                           |
| ----------------------- | ------------------------------- |
| LOH 1964 Tokio          | Bez účasti                      |
| LOH 1968 Mexico City    | Bez účasti                      |
| LOH 1972 Mnichov        | Bez účasti                      |
| LOH 1976 Montreal       | 10. místo                       |
| LOH 1980 Moskva         | Bez účasti                      |
| LOH 1984 Los Angeles    | 10. místo                       |
| LOH 1988 Soul           | Bez účasti                      |
| LOH 1992 Barcelona      | Bez účasti                      |
| LOH 1996 Atlanta        | Bez účasti                      |
| LOH 2000 Sydney         | 11. místo                       |
| LOH 2004 Athény         | Bez účasti                      |
| LOH 2008 Peking         | 11. místo                       |
| LOH 2012 Londýn         | Bez účasti                      |
| LOH 2016 Rio de Janeiro | 9. místo                        |
| LOH 2021 Tokio          |                                 |
| Celkem                  | Účast – 5× · – 0× · – 0× · – 0× |